# 罗卜藏 (土尔扈特)
罗卜藏，清朝卫拉特蒙古土尔扈特部贵族，书库尔岱青玄孙，纳木策棱的曾孙，乌巴什多尔济的儿子，巴本巴尔之父。
雍正年间，罗卜藏率属众从额济勒河（今伏尔加河）流域东返，行至策木河，被哈萨克兵所阻，折回额济勒河流域。他的儿子巴本巴尔东归后被清朝授予旧土尔扈特东路右旗札萨克，他的孙子奇布腾（叶木沁之子）被清朝授予旧土尔扈特东路左旗札萨克。